# San Pedro (Alfoz de Lloredo)
San Pedro es un núcleo de población español del municipio de Alfoz de Lloredo, perteneciente a la comunidad autónoma de Cantabria. En 2023, el núcleo de población tenía empadronados 85 habitantes.